# Bá Di
Bá Di (chữ Hán: 伯夷) là con vua nước Cô Trúc - quốc gia chư hầu nhà Thương trong lịch sử Trung Quốc. Ông cùng người em là Thúc Tề nổi tiếng vì sự trung thành với nhà Thương bị nhà Chu tiêu diệt.

## Bỏ ngôi vua
Theo Sử ký sách ẩn, Bá Di là con trai lớn nhất của Á Vi (亞微) - vua nước Cô Trúc thời vua Trụ nhà Thương. Vua cha muốn lập người em thứ 3 là Thúc Tề. Sau khi cha mất, Thúc Tề nhường lại ngôi vua cho Bá Di nhưng ông không nhận, nói rằng phải theo mệnh lệnh của cha và bỏ trốn.
Thúc Tề thấy ông bỏ khỏi nước Cô Trúc cũng đi theo ông. Người trong nước bèn lập Á Bằng (亞憑) - người em của Bá Di và anh của Thúc Tề lên ngôi.

## Can Chu Vũ vương
Nghe tin Tây Bá Cơ Xương là người trọng đãi hiền sĩ, anh em Bá Di tìm đến. Nhưng khi hai người đến nơi thì Cơ Xương đã qua đời, con là Cơ Phát lên thay, mang quân đánh vua Trụ tàn bạo. Bá Di cùng em đến trước ngựa của Cơ Phát can rằng:
Cha chết không chôn lại gây việc can qua có thể gọi là hiếu không? Là bầy tôi giết vua có thể gọi là nhân không?
Cơ Phát không nghe. Những người hộ vệ của Cơ Phát định giết anh em Bá Di nhưng Khương Tử Nha ngăn lại và đỡ anh em ông dậy và cho đi nơi khác.

## Không theo nhà Chu
Cơ Phát mang đại quân cùng các chư hầu đánh vua Trụ. Vì Trụ tàn bạo mất lòng người nên bị đại bại ở trận Mục Dã, tự thiêu mà chết.
Cơ Phát lên ngôi thiên tử, lập ra nhà Chu, tức là Chu Vũ Vương. Các chư hầu đều tôn thờ nhà Chu. Riêng Bá Di và Thúc Tề xấu hổ về việc đã can ngăn vua Chu diệt bạo chúa, bèn cùng nhau thề không ăn thóc nhà Chu.
Bá Di và Thúc Tề lên núi Thú Dương, hái rau vi ăn qua bữa. Rau vi không thể nuôi sống được, cuối cùng ông và Thúc Tề đều chết đói tại núi Thú Dương. Tương truyền hai ông sau khi chết hóa thành hai con chim suốt ngày kêu "gia, gia" nên người đời gọi luôn nó là chim Gia Gia, sau này chẳng hiểu người ta tránh tên húy vị vua nào mà đổi lại thành chim Đa Đa.
Trước khi qua đời, Bá Di và Thúc Tề làm bài ca:
Lên núi Tây chừ hái rau vi,
Lấy bạo đổi bạo chừ có hay chi?
Thần Nông, Ngu, Hạ chìm cả rồi, ta biết nơi nào đi?
Đời sau thường dùng hình ảnh Di, Tề để nói về việc đi ở ẩn.